# 二人だけの初めてをもっと
『二人だけの初めてをもっと』（ふたりだけのはじめてをもっと）は、日本の女性アイドルグループ・26時のマスカレイドの楽曲。2020年（令和2年）12月2日にBathroom Records（エイベックス・エンタテインメント）からシングル発売された。大門果琳の脱退後に加入した中村果蓮が参加した最初のCD作品である。

## 背景とリリース
チャート1位を記録したアルバム「ちゅるサマ!」から1年5か月ぶりとなるCD作品。「ちゅるサマ!」はユニバーサルミュージック内のEMI Recordsからリリースされたが、ユニバーサルとの契約がわずか1年で切れた為、本作以降はプライベートレーベル『Bathroom Records』（バスルームレコーズ）からのリリースとなった。なお、Bathroom Recordsの販売元はエイベックス・エンタテインメントであるが、ニジマスが所属するプラチナムプロダクションは、かつて所属女性タレントをSUPER GT（旧：全日本GT選手権）イメージガールに起用させ、ユニットを組んで楽曲を制作する等、エイベックスと縁が深かった。
シングルは通常盤A・Bとmu-mo限定盤、WIZY限定パッケージの4形態がリリースされた。CDは後述の3曲の他、通常盤A・Bに異なるボーナストラックを収録。またmu-mo限定盤とWIZY限定パッケージには異なるライブ映像が収録されている。
発売関連企画として、ニジマスとスイーツパラダイスのコラボカフェが2020年10月31日から12月20日まで東京・上野ABAB店、大阪・天王寺店、名古屋パルコ店（大阪・名古屋は12月2日から）の3店で開催。メンバー考案のコラボフード・ドリンクや、期間中に誕生日を迎える来栖りん、中村果蓮のバースデーケーキも限定販売された。

## チャート成績
「ちゅるサマ!」はジャニーズ事務所所属のA.B.C-Zを抑えて先述の通り1位を獲得したが、本作は2020年12月14日付のオリコン週間シングルランキングで4位となり、同日発売のNiziU「Step and a step」（同チャート1位）に大きく水をあけられる結果となった。Billboard JAPANは30位、『CDTVサタデー』（TBS系、2020年12月13日未明放送）は20位が最高である。

## 収録曲解説
※本作のメインとなる3曲は後述のニジマス主演ドラマで使用されていることから“恋愛三部作”と称されている。
1. 二人だけの初めてをもっと
作詞・作曲・編曲：koma'n／演奏時間 5:17
自身初主演のテレビドラマ『君の名前を好きって書いた』の主題歌。
札幌テレビ放送の深夜番組『ジョシスタ あいく的』では同年12月度のオープニングテーマ曲に使用されていた。
ミュージックビデオの演出はShohei Ogawa（SHOWMOV Inc.）が担当。
参加ミュージシャン：能村亮平（Drums）、御供信弘（Bass）、村山遼（Guitar）、岡部磨知（Violin）
2. それは素敵な、ノヴェレッテでした。
作詞・作曲・編曲：koma'n／演奏時間 4:52
『君の名前を好きって書いた』挿入歌。
タイトルに“ノヴェレッテ”（短編小説の意味）を取り入れた恋愛小説的な楽曲[8]。制作したkoma'nはドラマの台本を読んだ際に何らかの効果音が思い浮かび、文房具屋で原稿用紙と万年筆を買ってイントロとアウトロの音入れをしたとのこと[9]。
3. アイスティーラブ
作詞・作曲・編曲：クボナオキ／演奏時間 4:26
『君の名前を好きって書いた』エンディングテーマ。先述2曲はkoma'nが制作したが、本曲は「ちゅるサマ!」も手掛けたクボナオキが作詞・作曲を担当している。

### 通常盤ボーナストラック
- 君は青のままで
作詞・作曲・編曲：koma'n／演奏時間 5:23
中村果蓮加入後に制作された初めての楽曲。2020年7月29日に先行配信され、同年8月度の『バズリズム02』（日本テレビ）POWER PLAYにも使用された[4]。本シングル収録全曲の中で演奏時間が最も長い[注 1]。
ミュージックビデオは「二人だけの…」と同様Shohei Ogawa（SHOWMOV inc.）が演出した。
参加ミュージシャン：能村亮平（Drums）、御供信弘（Bass）、村山遼（Guitar）、岡部磨知（Violin）

- 妄想シンドローム
作詞・作曲・編曲：クボナオキ／演奏時間 4:00
auスマートパスプレミアムオリジナルドラマ『妄想switch』（若月佑美主演・日テレアックスオン制作）エンディングテーマ[10]。

## トラックリスト

### 通常盤A（XNNT-00001）
| #         | タイトル                               | 作詞・作曲 | 編曲       | 時間  |
| --------- | -------------------------------------- | ---------- | ---------- | ----- |
| 1.        | 「二人だけの初めてをもっと」           | koma'n     | koma'n     | 5:17  |
| 2.        | 「それは素敵な、ノヴェレッテでした。」 | koma'n     | koma'n     | 4:52  |
| 3.        | 「アイスティーラブ」                   | クボナオキ | クボナオキ | 4:26  |
| 4.        | 「君は青のままで」                     | koma'n     | koma'n     | 5:23  |
| 合計時間: | 合計時間:                              | 合計時間:  | 合計時間:  | 19:58 |

### 通常盤B（XNNM-00002）
| #         | タイトル                               | 作詞・作曲 | 編曲       | 時間  |
| --------- | -------------------------------------- | ---------- | ---------- | ----- |
| 1.        | 「二人だけの初めてをもっと」           | koma'n     | koma'n     | 5:17  |
| 2.        | 「それは素敵な、ノヴェレッテでした。」 | koma'n     | koma'n     | 4:52  |
| 3.        | 「アイスティーラブ」                   | クボナオキ | クボナオキ | 4:26  |
| 4.        | 「妄想シンドローム」                   | クボナオキ | クボナオキ | 4:00  |
| 合計時間: | 合計時間:                              | 合計時間:  | 合計時間:  | 18:35 |

### mu-mo限定盤（XNNM-00003/B）
| #         | タイトル                               | 作詞・作曲 | 編曲       | 時間  |
| --------- | -------------------------------------- | ---------- | ---------- | ----- |
| 1.        | 「二人だけの初めてをもっと」           | koma'n     | koma'n     | 5:17  |
| 2.        | 「それは素敵な、ノヴェレッテでした。」 | koma'n     | koma'n     | 4:52  |
| 3.        | 「アイスティーラブ」                   | クボナオキ | クボナオキ | 4:26  |
| 合計時間: | 合計時間:                              | 合計時間:  | 合計時間:  | 14:35 |

DVD
- 『26時のマスカレイド 3rd Anniversary Tour 怪盗マスカレイド ～今宵、あなたを奪いに行きマス!～』ファイナル公演ライブ映像[6][注 2]

### WIZY限定パッケージ
WIZY限定パッケージは先述の通常盤AとBのディスクと、2020年2月6日にマイナビBLITZ赤坂で行われた『2月6日のマスカレイド～今宵はバンドで踊りましょ?～vol.2』のライブ映像を収録したDVDが収められている。